# 王男栿
王男栿（1985年—）是华裔美国紀錄片制片人, 中国不同政见者。她的处女作、一部以維權人士葉海燕為主的紀錄片流氓燕于2016年在圣丹斯电影节上首映，該影片還于2017年入围奥斯卡最佳纪录片奖。她的第二部反映美國流浪漢生活的紀錄片《我是另一个你》于2017年在西南偏南電影節上首映并获得两项特别评审团奖，她的第三部、反映中國一胎化政策的紀錄片《独生之国》获得2019年圣丹斯电影节纪录片长片评审团大奖。 她還拍攝過反映移民社區的紀錄片「合眾為一」(Out of Many, One)以及反映2019冠狀病毒病疫情的纪录片《我和祖国共命运》(In
the Same Breath）。王男栿拍攝的紀錄片大多在豆瓣上沒有條目。2020年，王男栿獲得麥克阿瑟獎。

## 早期生活
王男栿生于江西省的一个小农村。她的父母希望她能成為家裡的支柱，所以給她起了名字「男栿」。王男栿12岁时，其父亲去世，當时他只有33岁。为了养家糊口，王男栿被迫辍学打工。後來她前往一所專科學校就讀，後來又在一所學校裡面當老師。
王男栿後來又接受了成人教育，並且学习英语文学。之后她获得了上海大学的全额奖学金，並且攻读英语语言文学研究生课程。她後來前往俄亥俄大学学习传播学，并獲得纽约大学新闻学院頒發的硕士学位。

## 个人生活
王已婚并育有一子（2017年出生）。她目前定居於新泽西州。 